# ナンマハニ
ナンマハニ（Nammahni）は、古代メソポタミアのラガシュ第2王朝最後の王。

## 略歴
ウル・バウの娘婿として王族となり同じく娘婿として王座についた前王ウル・ガルの跡を継いで王となった。ウンマなど周辺都市を傘下に収めていたが、ウルク王ウトゥ・ヘガルの勢力を継承して勢力を拡大するウル第三王朝のウル・ナンムによって殺害され、独立勢力としてのラガシュの歴史は終わりを告げた。
ウル・ナンムの征服活動については詳細がほとんど知られておらず、ナンマハニは彼が打ち倒したライバルの中で名前が知られている数少ない人物の1人である。